# NUMAlink
NUMAlink es un sistema de interconexión desarrollado por Silicon Graphics (SGI) para su uso en los sistemas informáticos de memoria compartida distribuida ccNUMA. NUMAlink fue desarrollado originalmente por SGI para sus sistemas Origin 2000 y Onyx2. En el momento de la introducción de estos sistemas, fue calificado como "CrayLink" durante la breve propiedad de SGI de Cray Research.
Hewlett Packard Enterprise entró en un acuerdo de fabricante de equipo original (OEM) con Silicon Graphics International (SGI) para usar Numalink como la base en algunos servidores de misión crítica.

## NUMAlink 2
No había NUMAlink 1, ya que los ingenieros de SGI consideraron que la interconexión del sistema utilizada en el Stanford DASH era la interconexión NUMAlink de primera generación. NUMAlink 2 (con la marca CrayLink) fue la segunda generación de la interconexión, anunciada en octubre de 1996 y utilizada en los sistemas de visualización Onyx2, los Origin 200 y Origin 2000. La interfaz NUMAlink 2 era el Hub ASIC. NUMAlink 2 es capaz de alcanzar un ancho de banda máximo de 1.6 GB/s a través de dos unidades de 800 MB/s, y enlaces unidireccionales de 16 bits PECL a 400 MHz.

## NUMAlink 3
NUMAlink 3 es la tercera generación de la interconexión, introducida en 2000 y utilizada en Origin 3000 y Altix 3000. NUMAlink 3 es capaz de alcanzar un ancho de banda máximo de 3.2 GB/s  a través de dos enlaces unidireccionales de 1.6 GB/s. El nombre NUMAflex se usó para el enfoque de diseño modular en esta época.

## NUMAlink 4
NUMAlink 4 es la cuarta generación de la interconexión, introducida en 2004 y utilizada en Altix 4000. NUMAlink 4 es capaz de alcanzar un ancho de banda máximo de 6.4 GB/s través de dos enlaces unidireccionales de 3.2 GB/s.

## NUMAlink 5
NUMAlink 5 es la quinta generación de la interconexión, introducida en 2009 y utilizada en la serie Altix UV . NUMAlink 5 es capaz de alcanzar un ancho de banda máximo de 15 GB/s a través de dos enlaces unidireccionales de 7,5 GB/s.

## NUMAlink 6
NUMAlink 6 es la sexta generación de la interconexión, introducida en 2012 y utilizada en SGI UV 2000, SGI UV 3000, SGI UV 30. NUMAlink 6 tiene una capacidad de ancho de banda máximo de 6,7 GB/s  bidireccional para un sistema de hasta 256 sockets y 64 TB de memoria coherente compartida.

## NUMAlink 7
NUMAlink 7 es la séptima generación de la interconexión, introducida en 2014 y utilizada en HPE Integrity MC990 X/SGI UV 300, SGI UV 30EX, SGI UV 300H, SGI UV 300RL . NUMAlink 7 es capaz de alcanzar un ancho de banda máximo de 14.94 GB/s bidireccional para un sistema de hasta 64 sockets, y 64 TB de memoria coherente compartida.

## NUMAlink 8 (Flex ASIC)
NUMAlink 8 es la octava generación de la interconexión, introducida en 2017 y utilizada en el HPE Superdome Flex. NUMAlink 8 es capaz de alcaznar un ancho de banda máximo de 853.33 GB/s bisectado (se cortan 64 enlaces) para un sistema de hasta 32 sockets, y 48 TB de memoria compartida coherente.

### General
1. 1 2  «Silicon Graphics and Cray Research Unveil Modular Origin Server Family: High-Bandwidth Systems Revolutionize Computer Buying Economics With Seamless Scalability». 7 de octubre de 1996. Archivado desde el original el 7 de julio de 1997. Consultado el 21 de septiembre de 2013.
2. ↑  «SGI Enters OEM Agreement with Hewlett Packard Enterprise (HPE) to Deliver SGI UV Technology through HPE Mission Critical Solutions - SGI Blog». 9 de febrero de 2016. Archivado desde el original el 4 de noviembre de 2016. Consultado el 27 de julio de 2019.
3. 1 2 3  «SGI® NUMAlink™ Industry Leading Interconnect Technology». White paper. 13 de abril de 2005. Archivado desde el original el 28 de marzo de 2006. Consultado el 21 de septiembre de 2013.
4. ↑  John Mashey (30 de agosto de 2000). «NUMAflex Modular Design Approach: A Revolution in Evolution». Consultado el 28 de septiembre de 2016.
5. ↑  «SGI Altix UV». www.sgi.com. Silicon Graphics International. 2009. Consultado el 18 de noviembre de 2009.
6. ↑  «SGI UV 2000 Datasheet». www.sgi.com. Silicon Graphics International. 2015. Archivado desde el original el 17 de mayo de 2017. Consultado el 10 de febrero de 2016.
7. ↑  «SGI UV 3000, UV 30 Datasheet». www.sgi.com. Silicon Graphics International. 2015. Archivado desde el original el 11 de junio de 2017. Consultado el 10 de febrero de 2016.
8. ↑  «SGI UV 300, UV 30EX Datasheet». www.sgi.com. Silicon Graphics International. 2015. Archivado desde el original el 17 de mayo de 2017. Consultado el 10 de febrero de 2016.
9. ↑  «SGI UV 300H Datasheet». www.sgi.com. Silicon Graphics International. 2015. Archivado desde el original el 23 de agosto de 2017. Consultado el 10 de febrero de 2016.
10. ↑  «SGI UV 300RL Datasheet». www.sgi.com. Silicon Graphics International. 2015. Archivado desde el original el 23 de agosto de 2017. Consultado el 10 de febrero de 2016.
11. ↑  «HPE’s Superdome Gets An SGI NUMAlink Makeover». www.nextplatform.com. The Next Platform. 2017. Consultado el 14 de noviembre de 2017.
12. ↑  «HPE Superdome Flex Server - Product documentation». hpe.com. HPE. 2017. Consultado el 14 de noviembre de 2017.
13. ↑  «HPE High Performance Computing & AI Solutions». www.hpe.com. Hewlett Packard Enterprise. 2017. Archivado desde el original el 24 de marzo de 2018. Consultado el 24 de marzo de 2018.